# Video Poder
Video Poder es el nombre con el que se emitió en Hispanoamérica el programa de televisión estadounidense Video Power, cuyo tema principal eran los videojuegos. Su presentador era «Johnny Arcade», interpretado por el actor Stivi Paskoski.

## Primer formato
En la primera edición del programa, los episodios giraban en torno de una serie animada llamada «el Equipo Poder», con escenas en imagen real antes y después de cada episodio. Estas escenas mostraban al personaje Johnny Arcade haciendo reseñas y dando pistas y trucos para videojuegos. La serie animada mostraba las aventuras de un equipo de héroes de varios videojuegos de NES publicados por la empresa Acclaim Entertainment.
Como dato anexo, en Chile se emitió por el canal Megavision en el año 1993, en Ecuador se emitió en el desaparecido Gamavisión (actual Gama TV) entre 1993 y 1996 y se emitió en Ecuavisa en 1998, actualmente se emite en Canal Uno, en Perú se emitió por América Televisión en el año 1993 y en Venezuela se emitió en Venevisión en los años 90.

## Segundo formato
Cerca de 1991, se cambió el formato del programa y se lo convirtió en un programa de concursos.